# Языки Бангладеш
Официальным и де-факто государственным языком Бангладеш является современный стандартный бенгальский (литературный бенгальский). 98 % жителей Бангладеш свободно говорят на бенгальском (включая диалекты) в качестве родного языка. Английский, не имеющий официального статуса, преобладает в правительстве, законодательстве, бизнесе, средствах массовой информации и образовании и может фактически рассматриваться как второй официальный язык Бангладеш. Некоторые жители говорят на хинди в качестве иностранного языка.
Коренные жители северной и юго-восточной Бангладеш говорят на различных местных языках.

## Индо-арийские языки
Бангладеш занимает восточную часть этнолингвистического района Бенгалия, и на бенгальском языке говорит большинство жителей страны. Присутствуют также некоторые восточноиндийские языки, которые по-разному классифицируются как диалекты бенгальского или отдельные, но тесно связанные языки. Их можно считать формирующими диалектный континуум.
- Бенгальский язык: самый распространенный язык.
- Бишнуприя-манипури: индоарийский язык народа бишнуприя-манипури, проживающего в Бангладеш. Бишнуприя-манипури отличается от бенгальских языков и содержит множество особенностей и элементов тибето-бирманских языков.
- Чакма: на нём говорят жители Читтагонгского горного района. Не связан с тибето-бирманскими языками, встречающимися в этом регионе.
- Читтагонгский: на нём говорят в юго-восточной части Читтагонга, его часто считают диалектом бенгальского, но взаимное понимание между носителями читтагонгского и бенгальского зачастую отсутствует.
- Хаджонг: изначально тибето-бирманский язык, который со временем сместился к индо-арийской языковой группе.
- Рохинджа: язык народа рохинджа, проживающего в штате Ракхайн на западе Мьянмы и в округе Кокс-Базар в Бангладеш. Наиболее близок к читтагонгскому диалекту бенгальского языка, распространённому в области Читтагонг на юго-востоке Бангладеш.
- Силхетский: на нём говорят жители региона Силхет.
- Танчанья: язык народа танчанья, близок к языку чакма.
- Бихарские языки

## Неиндоарийские языки
Коренные языки региона представляют австроазиатскую, дравидийскую и тибето-бирманскую семьи. На большинстве этих языков говорят в горных районах.

### Австроазиатские языки
В то время как в Юго-Восточной Азии говорят на более распространенных и известных австроазиатских языках (например, кхмерском и вьетнамском), на малых языках этой семьи говорят коренные общины северной и восточной Бангладеш.
- Кхаси
- Кода
- Мундари
- Пнар
- Сантали
- Вар

### Дравидийские языки
На двух дравидийских языках говорят коренные народы западной Бангладеш.
- Курух
- Малто

### Тибето-бирманские языки
Горные районы вдоль северной и восточной окраин Индийского субконтинента населены в основном носителями тибето-бирманских языков. Коренные тибето-бирманоговорящие общины встречаются в северных, восточных и особенно в юго-восточных частях Бангладеш.
- Атонг
- Сак
- Шо
- Бом
- Фалам
- Чинский
- Кхуми
- Коч
- Гаро
- Мегам
- Манипури
- Мизо
- Мру
- Пангкхуа
- Араканский
- Кокборок

## Другие языки

### Английский (бывший колониальный язык)
Английский широко используется в исполнительной, законодательной и судебной ветвях власти. Конституция и законы Бангладеш были написаны на английском языке и в настоящее время переводятся на бенгальский язык. Он также широко используется в школах, колледжах и университетах в качестве языка обучения.

### Арабский (бывший церемониальный язык, религиозный и второстепенный литературный язык)
Арабский был официальным языком с тех пор, как территория современного государства Народная Республика Бангладеш стала частью Бенгальского султаната. Однако некоторые исследователи не соглашаются и полагают, что арабский стал официальным на этой территории раньше — во времена Делийского султаната. Арабский используется во многих мусульманских общинах во время еженедельного Джума-намаза. В Конституции Бангладеш есть две ссылки на арабский язык: во введении и в части I Конституции.
Арабский язык является религиозным языком мусульман. Коран, Сунна, хадисы и мусульманское богословие преподаются на арабском языке с бенгальским переводом. Благодаря бангладешской диаспоре, живущей на Ближнем Востоке, ещё больше увеличилось число людей, которые могут говорить по-арабски в Бангладеш. Арабский язык преподается как религиозный язык в мечетях, школах, колледжах, университетах и медресе, а также в бенгальских мусульманских семьях. Большая часть мусульманского населения Бангладеш в какой-то степени изучала или изучает арабский язык.

### Персидский (бывший колониальный язык)
С древних времен Бенгалия и Персия контактировали друг с другом. Вдоль прибрежной Бенгалии было много торговых постов. Когда население обратились в ислам, оно познакомилось с арабскими писаниями, а также с персидским языком суфийских проповедников. Влияние языка быстро распространилось после того, как он приобрел статус языка, используемого в суде, и он был официальным более 600 лет (1203—1837 годы).

### Урду (бывший государственный язык)
Урду был официальным языком в Восточном Пакистане. На нём по-прежнему говорят представители общины бихари, жители Старой Дакки и мухаджиры.